# Lucija Polavder

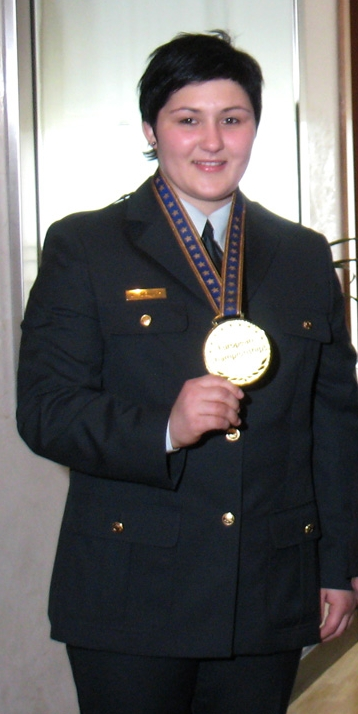
Lucija Polavder 2010

Lucija Polavder (* 15. Dezember 1984 in Griže bei Žalec) ist eine slowenische Judoka.
Polavder nahm an den Olympischen Sommerspielen 2004 teil, wo sie nicht über die erste Runde hinauskam. Bei den Olympischen Spielen 2008 erreichte sie die Halbfinals, wo sie von der Japanerin Maki Tsukada bezwungen wurde. Im Kampf um die Bronzemedaille besiegte sie die Koreanerin Kim Na-young und wurde somit nach Urška Žolnir 2004 die zweite slowenische Judoka, die eine Medaille bei den Olympischen Spielen gewann.

## Weitere Erfolge
Bei den Weltmeisterschaften 2007 sowie den Europameisterschaften 2012 gewann sie Silber. Bei den Europameisterschaften 2003, 2006, 2007, 2008 und 2011 gewann sie jeweils die Bronzemedaille. 2010, ebenfalls bei den Europameisterschaften, gewann sie Gold. Bis 2012 gewann sie 13 slowenische Landesmeisterschaften, 2007 gewann sie den Titel bei den Militärweltspielen.